# Monster Rancher
Monster Rancher, cunoscut în Japonia ca Monster Farm (モンスターファーム Monsutā Fāmu?), este o serie anime de de episoade bazată pe franciza de jocuri video Monster Rancher a celor de la Tecmo.În Italia, Hattiva a fost lansat pe DVD (primele 18 episoade) din 2016, dar apoi este intercalat

## Difuzare
- Fox Kids